# Cirkustur
Cirkustur er en dansk dukkefilm fra 2003, der er instrueret af Michael Varming og Ida Varming. Det er en finurlig film med mekanisk legetøj i hovedrollerne for de allermindste børn.

## Handling
En lille andefamilie ankommer til cirkus. På markedspladsen foran teltet er der gang i den med karruseller og ballongynger, og i manegen venter store og sælsomme oplevelser: hunde, katte, søløver, klovner, en russisk danserinde, en cyklende elefant og aber i et faretruende luftnummer. På et tidspunkt bliver det for meget for en af de små ællinger, og den stikker af. Men som i alle gode eventyr ender det hele godt. Andefamilien genforenes og tager hjem sammen, rig på oplevelser.